# Sylvisorex johnstoni
Sylvisorex johnstoni är en däggdjursart som först beskrevs av George Edward Dobson 1888.  Sylvisorex johnstoni ingår i släktet Sylvisorex och familjen näbbmöss. IUCN kategoriserar arten globalt som livskraftig. Inga underarter finns listade i Catalogue of Life.
Arten förekommer med två populationer i Afrika, den första vid Guineabukten från Kamerun till Kongo-Brazzaville, inklusive ön Bioko och den andra från östra Kongo-Kinshasa till Victoriasjön. Näbbmusen lever i kulliga områden och i bergstrakter upp till 2250 meter över havet. Habitatet utgörs främst av fuktiga skogar.
Denna näbbmus blir 45 till 53 mm lång (huvud och bål), har en 25 till 36 mm lång svans och väger 2,3 till 3,5 g. Den har 8 till 12 mm långa bakfötter och 7 till 9 mm stora öron. Sylvisorex johnstoni har ljusbrun päls på ovansidan och tydlig avgränsad orangebrun päls på undersidan. På öronen och på svansen förekommer korta hår. Trots detta ser svansen nästan naken ut.
Honor kan para sig under alla årstider och per kull föds vanligen två ungar. Näbbmusen är ett viktigt byte för flera mindre rovlevande djur.